# Nedjeljko Mihanović
Nedjeljko Mihanović (ur. 16 lutego 1930 w m. Sitno Donje, zm. 27 stycznia 2022 w Zagrzebiu) – chorwacki pisarz, literaturoznawca, nauczyciel akademicki i polityk, parlamentarzysta, w 1992 minister edukacji i kultury, w latach 1994–1995 przewodniczący Zgromadzenia Chorwackiego.

## Życiorys
Kształcił się w Splicie, w 1958 ukończył studia na Uniwersytecie w Zagrzebiu. W tym samym roku podjął pracę w instytucie literatury Chorwackiej Akademii Nauki i Sztuki (HAZU). W drugiej połowie lat 60. wykładał na Uniwersytecie Hamburskim. W 1975 doktoryzował się na macierzystym wydziale w Zagrzebiu na podstawie pracy poświęconej twórczości Vladimira Nazora. Kontynuował swoją pracę w HAZU, w 1980 uzyskał statu członka tej akademii. W 1967 dołączył do chorwackiego stowarzyszenia pisarzy. W pracy badawczej zajmował się głównie literaturą chorwacką, przygotowywał wydania krytyczne dzieł chorwackich twórców. Publikował także własne pozycje książkowe.
W 1989 dołączył do Chorwackiej Wspólnoty Demokratycznej (HDZ). W latach 90. był członkiem chorwackiego parlamentu. W 1992 zajmował stanowisko ministra edukacji i kultury, w latach 1994–1995 stał na czele Zgromadzenia Chorwackiego. Pod koniec lat 90. był redaktorem naczelnym periodyku „Državnost”, doradcą prezydenta Franja Tuđmana i przewodniczącym państwowej komisji do spraw relacji ze wspólnotami religijnymi.

## Odznaczenia
- Wielki Order Króla Petara Krešimira IV[4]
- Order Chorwackiej Jutrzenki[1]